# Ferdinand Ochsenheimer

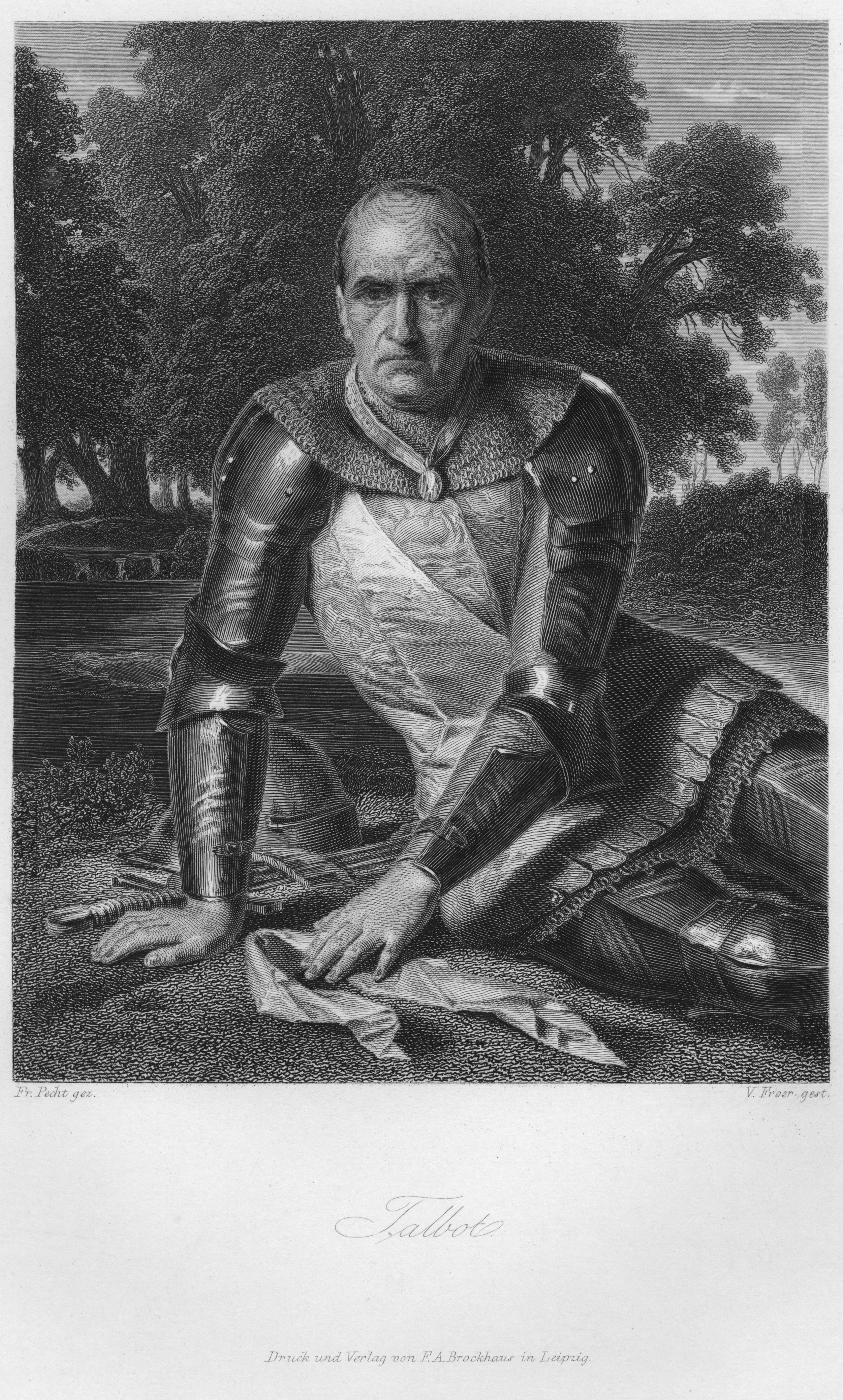
Ochsenheimer als „Talbot“ in Schillers Jungfrau von Orléans, (Schiller-Galerie von Froer nach Pecht, um 1859)

Ferdinand Ochsenheimer (* 17. März 1767 in Mainz; † 2. November 1822 in Wien) war ein deutscher Schauspieler und Lepidopterologe (Schmetterlingskundler).

## Leben
Ochsenheimer, Sohn eines kurfürstlich hessischen Bratenmeisters, wuchs in Mainz auf und zeigte schon in seiner Jugend erstes Interesse an Schmetterlingen. Im Alter von zwölf Jahren kam er zu einem Sattler in die Lehre. Als jedoch seine Begabung erkannt wurde, ermöglichten ihm Freunde der Familie das Studium der Naturwissenschaften. Am 16. September 1788 wurde er in seiner Vaterstadt zum Doktor der Philosophie promoviert. Noch im selben Jahr erhielt Ochsenheimer in Mannheim eine Anstellung als Hofmeister bei den Eltern des späteren Politikers Reinhard Carl Friedrich von Dalwigk. Später wechselte er in gleicher Stellung zu Baron von Reipelt.
Er fand am Theater und an der Schauspielerei Gefallen, verfasste in Mannheim erste kleine Lustspiele (Er soll sich schlagen, Der Brautschatz) und bewarb sich mit Schreiben vom 15. Juli 1791 bei Johann Wolfgang von Goethe für das Hoftheater in Weimar. Durch seine literarischen Arbeiten wurde Theaterdirektor Daniel Gottlieb Quandt auf Ochsenheimer aufmerksam und verpflichtete ihn 1794 als Schauspieler an das Hoftheater nach Ansbach und an das Markgräfliche Opernhaus nach Bayreuth. Dort debütierte Ochsenheimer am 12. November 1794 in der Rolle des Flickwort im Schwarzen Mann von Friedrich Wilhelm Gotter. Später wechselte er zum Ensemble von Friedrich Wilhelm Bossann, wo er sich u. a. als Sänger (Tenor) an der Oper versuchte.
1796 wurde Ochsenheimer von Karl Theophil Döbbelin nach Preußisch Stargard engagiert. Auf der Reise dorthin trat er im kurfürstlichen Hoftheater in Leipzig auf und wurde noch am selben Abend vom Prinzipal Joseph Seconda engagiert. Er trat nun abwechselnd bei Döbbelin in Stargard und Frankfurt (Oder) auf, und unter Seconda in Dresden und Leipzig.
1797 wechselte Ochsenheimer dann endgültig an das Stadttheater nach Dresden. Neben seinen Kollegen Gustav Friedrich Großmann und Karl Wilhelm Ferdinand Unzelmann gefiel Ochsenheimer dem Publikum wie der offiziellen Theaterkritik. Zeitgenossen verglichen ihn sogar mit August Wilhelm Iffland.
1798 stellten sich Überanstrengungserscheinungen ein und der Arzt verordnete ihm mehr Bewegung. Auf seinen langen Spaziergängen begann sich Ochsenheimer wieder mit der Lepidopterologie zu beschäftigen „und unvermerkt hatte er zur Erholung von einem Geschäfte ein zweites, nicht minder mühevolles übernommen“. In dieser Zeit lernte er den Theaterdichter Friedrich Treitschke kennen, der mit ihm das Interesse an der Lepidopterologie wie an der Schauspielerei teilte.
Am 17. September 1801 machte Ochsenheimer die Bekanntschaft von Friedrich Schiller, der ihn als Talbot in seiner Jungfrau von Orléans erlebte und sich begeistert über die Inszenierung und Ochsenheimers Können äußerte. Während dieser Zeit gab Ochsenheimer viele Gastspiele an fast allen größeren Theatern Deutschlands. Während der Sommermonate trat er nur einmal wöchentlich auf und hatte dadurch viel Zeit für lepidopterologische Exkursionen, die ihn bevorzugt ins Rosental und ins Universitätsholz führten.
Im Dezember 1802 und im Dezember 1805 spielte er auf Einladung von August Wilhelm Iffland als Gast am Berliner Nationaltheater. Unter anderen spielte er am 29. Dezember 1802 den Franz Moor in Schillers Die Räuber und am 25. Dezember 1805 den Herrn Sperling in August von Kotzebues Die deutschen Kleinstädter.
1802 lernte Ochsenheimer bei einem längeren Gastspiel am Nationaltheater in Berlin den Entomologen Jacob Heinrich Laspeyres kennen, der ihn ermutigte, Passagen aus seinem entomologischen Tagebuch zu veröffentlichen. Er begann sofort mit der Arbeit, legte das Werk jedoch sehr umfangreich an, so dass erst 1805 der erste Teil (die Tagfalter) seiner Naturgeschichte der Schmetterlinge von Sachsen erschien. Wegen Meinungsverschiedenheiten mit dem Verleger Engelhard Benjamin Schwickert – vor allem über die Art der Illustrationen – musste er das Werk jedoch abbrechen und nahm stattdessen eine noch ausführlichere Darstellung unter dem Titel Die Schmetterlinge von Europa in Angriff. Im selben Jahr unternahm er eine Tournee nach Mannheim, Mainz sowie nach Frankfurt am Main. Dort kam es dann zum Streit zwischen Theaterleitung und Ochsenheimer, da dieser alle Freizeit im Hause des Bankiers Johann Christian Gerning verbrachte, um dessen berühmte entomologische Sammlung zu studieren. Im Dezember desselben Jahres nutzte Ochsenheimer ein Gastspiel in Berlin, um wiederum mit Laspeyres Erfahrungen auszutauschen.
Ab Ende März 1807 unternahm Ochsenheimer eine Tournee durch Österreich und trat ab Mai in verschiedenen Stücken am k. k. Hoftheater in Wien auf, wo man – gefördert durch Treitschke, der inzwischen am Hoftheater wirkte – Ochsenheimer gerne engagiert hätte. Mitte Juli 1807 begleitete Treitschke Ochsenheimer zurück nach Dresden und half ihm, seinen Vertrag mit der Dresdner Bühne zu lösen. Anfang November übersiedelte Ochsenheimer nach Wien und konnte noch im selben Jahr den ersten Band seiner Schmetterlinge von Europa veröffentlichen. Obwohl dieser eigentlich nur eine überarbeitete Version der Tagfalter von Sachsen darstellte, enthielt das Werk bedeutend mehr Fakten und eine Reihe von neubeschriebenen Arten, die Ochsenheimer teils von Graf Hoffmannsegg aus Portugal erhalten, teils in Wiener Sammlungen (aus Südfrankreich und Russland) oder in der Gerning-Sammlung gefunden hatte. Da sein Vertrag am Burgtheater anfangs nur wenige Auftritte vorsah, konnte Ochsenheimer bereits 1808 den zweiten Band (Sphingidae, Zygaenidae, Sesiidae) der Schmetterlinge von Europa vollenden. Da Treitschke in diesem Jahr aus Gesundheitsgründen seinen Vertrag als Schauspieler nicht verlängerte, konnte er sich wieder stärker mit der Lepidopterologie beschäftigen und wurde Ochsenheimers Begleiter auf den meisten Exkursionen. 1810 erschien der dritte Band (die sogenannten Spinner einschließlich der Psychidae). Ochsenheimer erwarb die Sammlung Radda, auch Treitschke kaufte eine kleinere Sammlung und beide wurden vereinigt. Mit dieser Grundlage ging Ochsenheimer die weiteren Bände an, „aber seine Kräfte nahmen seit 1815 ab“. Der vierte Band, unter Mithilfe von Treitschke beendet, enthielt Nachträge zu den ersten Bänden sowie einen Systementwurf der Eulenfalter (Noctuidae) und erschien 1816.
Für Auftritte als Schauspieler hatte Ochsenheimer in den folgenden Jahren immer weniger Zeit. 1817 wurde er offiziell beauftragt, einen Teil der Schmetterlingssammlung des k. k. Hofmuseums nach seinem Werk zu ordnen, wobei er auch die ausländischen Arten integrierte, eine Arbeit die ihn über ein Jahr Zeit kostete. Seine Gesundheit ließ immer mehr nach. Vom fünften Band seines Werkes konnte er nur noch einen Teil der ersten Gattung (Acronicta) bearbeiten, die Hauptarbeit erledigte Treitschke. Am 23. September 1822 wurde Ochsenheimer nach einer Vorstellung ohnmächtig und erholte sich nicht mehr. Am 2. November 1822 gegen 22 Uhr starb er im Alter von nur 55 Jahren.
Verheiratet war er mit seiner Schauspielkollegin Magdalena Ochsenheimer, die er vor 1808 in Frankfurt am Main geheiratet hatte.

## Wirkung als Schauspieler
Ochsenheimer galt als vorzüglicher Charakterdarsteller, der in seinem Mienenspiel und der Art seiner Betonung mit August Wilhelm Iffland verglichen wurde. Von geradezu erschütternder Wirkung war er in Rollen von Bösewichtern, trefflich auch in komischen Alten und Pedanten. Zu seinen Glanzleistungen zählten Gottlieb Koke in Zieglers Parteiwuth, Wurm in Schillers Kabale und Liebe und Marinelli in Lessings Emilia Galotti. Seine dramatischen Schriften veröffentlichte Ochsenheimer zum Teil unter dem Pseudonym Theobald Unklar.

„So wie die meisten Komiker war er im Umgange melancholisch, trocken, fad, ja sogar langweilig, ausser wenn die Entomologie zur Sprache kam; auch war er ein abgesagter Weiberfeind.“

Mehr in den anekdotischen Bereich gehört vermutlich diese Schilderung:

„Nach der Probe begab er sich sofort in die Umgegend der Stadt um zu sammeln, und kehrte erst kurz vor Beginn der Vorstellung zurück. Hatte er einen glücklichen Tag, so spielte er unübertrefflich und riss das Publikum zu frenetischem Beifalle hin. An Tagen aber, wo er wenig oder gar nichts erbeutet hatte, war er übelgelaunt und erhob sich nicht über die Mittelmässigkeit. ‚Heute,‘ hiess es dann im Parterre, ‚hat Ochsenheimer bestimmt nichts gefangen‘.“

Bei seinen Auftritten in Wien vom 9. bis 26. Mai 1807 machte er mit seinen schauspielerischen Leistungen, vor allem mit seiner Mimik, großen Eindruck auf den österreichischen Schauspieler Ferdinand Raimund.

## Entomologisches Werk
In der Insektenkunde war Ochsenheimer einer der einflussreichsten Lepidopterologen des frühen 19. Jahrhunderts. Sein Werk Die Schmetterlinge von Europa wurde von Friedrich Treitschke erfolgreich fortgeführt und wuchs auf zehn Bände an. Neben einer Fülle von Informationen zur Biologie und Ökologie der einzelnen Arten enthält es sorgfältig und detailliert ausgeführte Erstbeschreibungen zahlreicher Arten, von denen hier nur einige der bekannteren genannt seien: Thymelicus lineola (Hesperiidae), Polyommatus eros, Iolana iolas (Lycaenidae), Psilogaster loti (Lasiocampidae), Hyles zygophylli (Sphingidae), Phalera bucephaloides (Notodontidae), Hoplodrina superstes, Polia serratilinea (Noctuidae), Pyropteron doryliformis, Synanthedon cephiformis (Sesiidae), Pachythelia villosella (Psychidae), Zygaena hilaris, Zygaena punctum, Zygaena angelicae (Zygaenidae) und andere.
Das Linnaeische System, das bereits um die Jahrhundertwende und danach durch Fabricius eine feinere Aufgliederung in Gattungen erfahren hatte, wurde von Ochsenheimer um viele neue Gattungen bereichert, darunter so bekannte Namen wie Zerynthia, Charaxes, Endromis, Aglia, Gastropacha, Thyatira, Notodonta, Acronicta, Plusia, Heliothis, Amphipyra, Caradrina, Cosmia, Xanthia, Apamea, Gortyna, Nonagria, Euclidia, Anarta, Mamestra, Polia, Mythimna, Orthosia, Agrotis, Orgyia, Colocasia und andere.
Zu Ehren Ochsenheimers wurden die Gattung Ochsenheimeria Hübner, 1825 (Ypsolophidae) sowie die Arten Nemophora ochsenheimerella (Hübner, 1813) (Adelidae), Pammene ochsenheimeriana (Lienig & Zeller, 1846) (Tortricidae) und Pieris ochsenheimeri Staudinger, 1886 (Pieridae) benannt.
In der zoologischen Literatur wird sein Name meist mit „O.“, seltener mit „Ochs.“ abgekürzt.
Ochsenheimers Sammlung, die ursprünglich 3.772 Exemplare umfasste, wurde 1824 ans Ungarische Nationalmuseum in Budapest verkauft. Nachdem sie bei einer Überschwemmung im Jahr 1838 fast zwei Tage lang unter Wasser gestanden hatte, erwarb sich Emerich von Frivaldszky große Verdienste durch ihre Restaurierung. Friváldszky ist auch zu verdanken, dass nach dem Tod von Friedrich Treitschke 1844 dessen Sammlung ebenfalls nach Budapest gelangte.

## Bühnenrollen (Auswahl)
- Flickwort (Der Schwarze Mann, Friedrich Wilhelm Gotter)
- Gebhard (Portrait einer Mutter, Friedrich Ludwig Schröder)
- Fallbring (Dienstpflicht, August Wilhelm Iffland)
- Wurm (Kabale und Liebe, Friedrich Schiller)
- Talbot (Die Jungfrau von Orléans, Friedrich Schiller)
- Koke (Parteiwuth, Friedrich Wilhelm Ziegler)
- Marinelli (Emilia Galotti, Gotthold Ephraim Lessing)
- Herzog Alba ( Egmont, Johann Wolfgang Goethe)

## Schriften

### Entomologische Schriften
- Die Schmetterlinge Sachsens, mit Rücksichten auf alle bekannte europäische Arten. Teil 1. Falter, oder Tagschmetterlinge. Schwickert, Leipzig 1805. IV (recte VI) + 493 S.
- Die Schmetterlinge von Europa, Band 1. Fleischer, Leipzig 1807. 2 + 323 S.
- Die Schmetterlinge von Europa, Band 2. Fleischer, Leipzig 1808. 30 + 241 S.
- Die Schmetterlinge von Europa, Band 3. Fleischer, Leipzig 1810.
- Die Schmetterlinge von Europa, Band 4. Fleischer, Leipzig 1816. X + 212 S.
- (mit Friedrich Treitschke): Die Schmetterlinge von Europa, Band 5/1. Fleischer, Leipzig 1825. 414 S.

### Dramatische Werke und andere Schriften (Auswahl)
- Das Manuscript. Ein Schauspiel in einem Aufzug. Fleischer, Frankfurt am Main 1791.
- Er soll sich schlagen. Lustspiel in einem Aufzug. Schwan & Götz, Mannheim 1792.
- Der Brautschatz. 1793(?).
- Streifereien durch einige Gegenden Deutschlands. Voß, Leipzig 1795 (früher Alois Wilhelm Schreiber zugeschrieben).